# LG Fx0
LG Fx0는 LG전자에서 제조하였으며, KDDI에서 판매하는 파이어폭스 OS 스마트폰이다.